# Project Blue Book
Das Project Blue Book war eine von mehreren systematischen Studien des Geheimdienstes der US-Luftwaffe zur Sammlung und Auswertung der Sichtungen von UFOs durch Luftwaffenpiloten, Luftwaffenradarstationen, andere Luftwaffenangehörige sowie zur Ermittlung vor Ort. Die Studie begann 1952 und war die dritte dieser Art nach Sign (1947) und Grudge (1949). Das Projektende wurde im Dezember 1969 befohlen und alle Aktivitäten wurden bis Ende Januar 1970 eingestellt.

## Geschichte

### Project Sign,Project Grudge
1947 wurde das Project Sign (dt. Zeichen) eingerichtet und berichtete auch über den größten Teil des Jahres 1948. Ein Teil des Personals, darunter der Projektleiter Robert Sneider, bevorzugte die außerirdische Hypothese als beste Erklärung für einige UFO-Berichte. Hochrangige Vorgesetzte lösten daraufhin das Projekt auf, und im Schlussbericht stand, dass während einige UFOs realen Flugzeugen entsprächen, es nicht genug Daten gebe, um ihre Herkunft zu bestimmen.
Im Februar 1949 folgte das Project Grudge (dt. Groll), und alles wurde unter der Prämisse bewertet, UFOs gebe es nicht. Im Pentagon verbreitete sich Hohn, und viele behandelten das Thema als lächerlichen Witz. Das Personal untersuchte wenig bis gar nichts, erklärte aber gleichzeitig das Gegenteil. Einige Militärs verbreiteten so viel Häme und Spott, dass Generäle Respekt für die Berichte und deren Beobachter einfordern mussten. Die Öffentlichkeit wurde gezielt mit Falschmeldungen desinformiert. Piloten wurden als inkompetent und halluzinatorisch hingestellt und Generäle belogen sich. Der Schlussbericht vom August 1949 nannte als Erklärungen für UFOs die Falschinterpretation konventioneller Objekte, Massenhysterie, Lügen von Personen mit Geltungsbedürfnis und psychopathologische Personen.

### Project Blue Book
1951 wurde das neue Project Blue Book unter der Leitung von Edward J. Ruppelt gegründet. Er versuchte, die Untersuchungen systematischer und wissenschaftlicher zu gestalten. Insbesondere förderte er eine Standardisierung der Fragebögen, mit denen Personal konfrontiert wurde, das Sichtungen gemacht hatte.
1954 stellte das Project Blue Book den Bericht Project Blue Book - Special Report No. 14 vor, der Sichtungsberichte und Tabellen enthielt. Insgesamt waren rund 3200 Sichtungen vom Project Blue Book dokumentiert. Die Sichtungen wurden nach known (dt. bekannt), unknown (dt. unbekannt) und insufficient information (dt. ungenügende Informationen) kategorisiert, die Qualität der Berichte auf einer Skala von eins bis vier eingestuft.
Rund 69 % der Fälle wurden als bekannt kategorisiert, bei 9 % fehlten weitere Angaben, 22 % wurden als unbekannt bewertet. 33 % aller exzellenten Fälle waren unbekannt gegenüber nur 17 % der schlechtesten Fälle. Als exzellent wurden Fälle bewertet, die besonders zuverlässig beobachtet wurden, also zum Beispiel von mehreren vertrauenswürdigen und erfahrenen Personen. Weiterhin unterschieden sich die bekannten von den unbekannten Sichtungen signifikant in den beobachteten Merkmalen. Trotz dieser statistisch auffälligen Umstände wurde von der Air Force behauptet, der Bericht würde bestätigen, dass keine der Sichtungen mit außerirdischen Fahrzeugen in Verbindung gebracht werden könne. Edward J. Ruppelt kritisierte in seinem 1956 erschienenen Buch Report On Unidentified Flying Objects diese Bewertung des Reports. Er war der Auffassung, der Bericht wäre zu politischen Zwecken missbraucht worden, ohne auf die Inhalte einzugehen.
Der astronomische Berater von Project Blue Book war J. Allen Hynek, Direktor des McMillin Observatoriums der Ohio State Universität. Auch er hat das Projekt aus seiner Sicht beschrieben (New York 1972, The UFO Experience - A Scientific Inquiry, München 1978 UFO Report - Ein Forschungsbericht). 1973 gründete er CUFOS (Center for UFO Studies).

### Condon Committeeund Beendigung vonProject Blue Book
Das Condon Committee war eine von der USAF als unabhängig und objektiv angekündigte Untersuchungskommission unter der Leitung von Edward Condon von der Universität Colorado. Es sollte alle bis dahin gesammelten Unterlagen über UFO-Vorfälle auswerten. 1969 wurde das Project Blue Book beendet. Das Condon Committee kam nach schwerwiegenden internen Zerwürfnissen zu der im Januar 1969 veröffentlichten Schlussfolgerung der Irrelevanz der UFO-Sichtungen für die Wissenschaft und der Überflüssigkeit weiterer Untersuchungen. Daran orientierte sich die USAF in ihrer Begründung der Beendigung von Project Blue Book.
Der Abschlussbericht enthält eine Statistik über 12.618 gemeldete Vorfälle von 1947 bis 1969. Die meisten Vorfälle konnten angabegemäß auf Naturphänomene oder herkömmliche Flugkörper zurückgeführt werden. Bei manchen Meldungen handelte es sich laut Condon um mutwillige Fälschungen. 701 Vorfälle (ca. 6 %) wurden als „unidentified“ klassifiziert.

### Kritik anProject Blue Book
David R. Saunders fiel angeblich ein Memo des Projektmanagers der Kommission, Robert Low, in die Hände, das kurz vor der Aufnahme der Tätigkeit der Kommission geschrieben gewesen sein soll und unumwunden dargelegt haben soll, welches Ergebnis die Kommission zu zeigen gehabt hätte, und auf welche Weise die Öffentlichkeit getäuscht werden sollte. Nachdem die Öffentlichkeit von dieser Tatsache erfahren hatte, wurde Saunders gefeuert [keine Quelle]; eine andere Mitarbeiterin schrieb ein ausführliches Memo über eklatante Missstände an Condon und quittierte ihre Mitarbeit. Andere UFO-Experten, die zur Mitarbeit eingeladen worden waren – z. B. Donald E. Keyhoe (NICAP) – zogen sich ebenfalls zurück.
Nach der Einstellung von 'Blue Book' im Jahr 1969 veröffentlichte J. Allen Hynek 1972 ein Buch mit dem Titel The UFO Experience (Die UFO-Erfahrung), in dem er Fakten und Zahlen aus seiner Sicht nennt und vor allem über seine Erfahrungen in Project Sign/Grudge/Blue Book berichtet. Nach seiner Darstellung war die USAF beständig bestrebt, die Öffentlichkeit über Realität und Ausmaß des UFO-Problems zu täuschen, woran er selbst nicht unbeteiligt war. Jedoch konzentrierte sich Hynek vor allem auf die wissenschaftliche Seite des Problems und kritisierte in aller Schärfe die Unzulänglichkeit der Ausstattung und die Unwissenschaftlichkeit von Project Blue Book. Inzwischen sind allerdings neuere Studien zur amerikanischen Faszination mit UFOs und dem staatlichen Interesse daran erschienen.

## Leiter vonProject Blue Book
| Von          | Bis           | Name                                      |
| ------------ | ------------- | ----------------------------------------- |
| März 1952    | Februar 1953  | Capt. E.J. Ruppelt                        |
| Februar 1953 | Juli 1953     | 1st Lt. Bob Olsson                        |
| Juli 1953    | Mai 1954      | Capt. E.J. Ruppelt                        |
| März 1954    | April 1956    | Capt. Charles Hardin                      |
| April 1956   | Oktober 1958  | Capt. George T. Gregory                   |
| Oktober 1958 | Januar 1963   | Maj. (später Lt. Col.) Robert Friend      |
| Januar 1963  | Dezember 1969 | Maj. (später Lt. Col.) Hector Quintanilla |

## Dokumentation
Die Akten des Project Blue Book sind nach dem Freedom of Information Act im National Archive gelagert und der Öffentlichkeit zugänglich. Das Mikrofilm-Archiv kann auch vollständig im Internet abgerufen und durchsucht werden (siehe Weblinks). Namen der Augenzeugen wurden allerdings aus den Dokumenten gelöscht. Das Dokument enthält ferner Hinweise auf zwei Untersuchungen der University of Colorado und eine öffentliche Erklärung (UFO Fact Sheet), die klarstellt, dass in keinem der untersuchten Fälle ein Nachweis außerirdischer Fahrzeuge gefunden werden konnte.

## Trivia
- Auf Grundlage des Blue Book produzierte Jack Webb 1978/79 die Fernsehserie Project U.F.O..

- Seit Anfang 2019 wird auf dem US-amerikanischen Fernsehsender History die gleichnamige Fernsehserie Project Blue Book ausgestrahlt